# Cottonia peduncularis
Cottonia peduncularis är en orkidéart som först beskrevs av John Lindley, och fick sitt nu gällande namn av Heinrich Gustav Reichenbach. Cottonia peduncularis ingår i släktet Cottonia, och familjen orkidéer. Inga underarter finns listade i Catalogue of Life.

## Bildgalleri

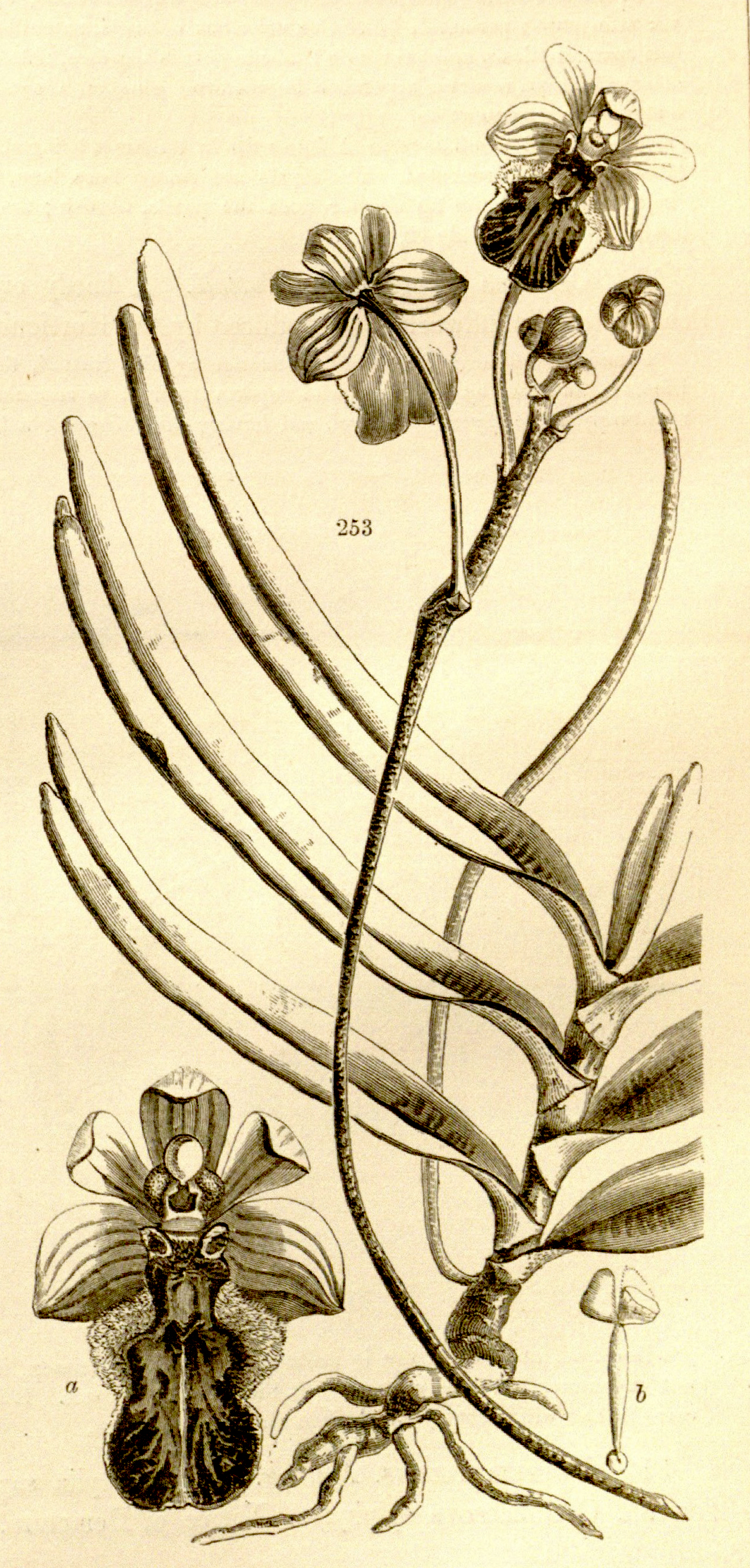